# Tramwaje w Pisco
Tramwaje w Pisco − zlikwidowany system komunikacji tramwajowej w peruwiańskim mieście Pisco.

## Historia
W 1874 zamówiono w fabryce John Stephenson Co. w Nowym Jorku tramwaje konne dla obsługi linii tramwajowej, którą otwarto prawdopodobnie w 1874 lub 1875. Linia tramwajowa o szerokości toru 1435 mm połączyła port z centrum miasta. 11 marca 1920 zamówiono dwa tramwaje akumulatorowe w firmie JG Brill. Linię tramwaju akumulatorowego otwarto w styczniu 1921. Linię tę zlikwidowano po 1935. Trasa tramwajowa miała długość 1,6 km. 